# Arundinoideae
Arundinoideae is een onderfamilie uit de grassenfamilie (Poaceae).

## Geslachten (selectie)
Er vallen bijna 800 geslachten binnen deze onderfamilie. Een aantal hiervan zijn:
- Amphipogon
- Arundo
- Crinipes
- Dichaetaria
- Dregeochloa
- Elytrophorus
- Hakonechloa
- Leptagrostis
- Molinia
- Nematopoa
- Phragmites
- Piptophyllum
- Styppeiochloa
- Zenkeria